# Райчихінський ВТТ
Райчихінський ВТТ (рос. РАЙЧИХИНСКИЙ ИТЛ, Райчихлаг) - підрозділ, що діяв в системі виправно-трудових установ СРСР.

## Історія
Райчихлаг був організований в 1938 році. Управління Райчихлаг розміщувалося в селі Райчиха, Хабаровський край (нині місто Райчихінськ, Амурська область). В оперативному командуванні він підпорядковувався спочатку Головному управлінню виправних таборів (ГУЛАГ), потім Головному управлінню паливної промисловості (УТП) і потім Головному управлінню таборів металургійної промисловості (ГУЛГМП).
Максимальна одноразова кількість ув'язнених могло досягати більше 11 000 чоловік.
Райчихлаг припинив своє існування в 1942 році.

## Діяльність
Основною діяльністю ув'язнених була розробка Райчихінського вугільного родовища.
План з видобутку вугілля Райчихлагом в 1940 р - 3.100 тисяч тон, з них - 2.500 тисяч тон відкритим способом.
Технічне озброєння Райчихлага: 35 екскаваторів, 63 паровозів, 168 автомашин, 15 тракторів, електростанція (локомобільна) на 1030 квт. та ін.